# Okresní soud Praha-východ
Okresní soud Praha-východ je okresní soud se sídlem v hlavním městě Praze, ale s působností pouze pro obce především východně od ní. Pro hlavní město jsou jako okresní soudy zřízeny jednotlivé obvodní soudy. Odvolacím soudem je Krajský soud v Praze, okresní soud rozhoduje jako soud prvního stupně ve všech trestních a civilních věcech, ledaže jde o specializovanou agendu (nejzávažnější trestné činy, insolvenční řízení, spory ve věcech obchodních korporací, hospodářské soutěže, duševního vlastnictví apod.), která je svěřena krajskému soudu.

## Budova
Soud se nachází v historické budově s bezbariérovým přístupem na rohu ulic Na Poříčí a Havlíčkova v blízkosti Masarykova nádraží. Původně šlo o tři gotické domy, které byly různě přestavovány a nakonec v letech 1781–1784 sloučeny do jednoho klasicistně pojatého domu s fasádou z roku 1852. Až do kompletní rekonstrukce v roce 1993, která plně sjednotila vnitřní prostory, šlo přesto stále o tři různé dispozice. Stále jsou ale zachovány gotické sklepy. Dům má dvě dvoupatrová uliční křídla s mansardovou střechou a jedno dvorní křídlo, kde jsou zazděné původní pavlače. Do ulice Na Poříčí se také zachoval raně barokní vstupní portál. Budova je už od roku 1958 chráněna jako nemovitá kulturní památka.

## Soudní obvod
Obvod Okresního soudu Praha-východ se neshoduje s okresem Praha-východ, patří do něj území těchto obcí:
Babice •
Bašť •
Bořanovice •
Brandýs nad Labem-Stará Boleslav •
Brázdim •
Březí •
Čakovičky •
Čelákovice •
Čestlice •
Dobročovice •
Dobřejovice •
Doubek •
Dřevčice •
Herink •
Horoušany •
Hovorčovice •
Hrusice •
Husinec •
Jenštejn •
Jirny •
Kaliště •
Kamenice •
Káraný •
Klecany •
Klíčany •
Klokočná •
Kojetice •
Kostelec u Křížků •
Křenice •
Křížkový Újezdec •
Kunice •
Květnice •
Lázně Toušeň •
Líbeznice •
Louňovice •
Máslovice •
Měšice •
Mirošovice •
Mnichovice •
Modletice •
Mochov •
Mratín •
Mukařov •
Nehvizdy •
Nová Ves •
Nový Vestec •
Nupaky •
Odolena Voda •
Ondřejov •
Panenské Břežany •
Pětihosty •
Petříkov •
Podolanka •
Polerady •
Popovičky •
Postřižín •
Předboj •
Přezletice •
Radějovice •
Radonice •
Řehenice •
Říčany •
Sedlec •
Senohraby •
Sibřina •
Sluhy •
Sluštice •
Strančice •
Struhařov •
Sulice •
Svémyslice •
Světice •
Svojetice •
Šestajovice •
Škvorec •
Tehov •
Tehovec •
Úvaly •
Veleň •
Veliká Ves •
Velké Popovice •
Větrušice •
Vodochody •
Všestary •
Vyšehořovice •
Zápy •
Zdiby •
Zeleneč •
Zlatá •
Zlonín •
Zvánovice